# Joseph Guffey
Pour les articles homonymes, voir Guffey.
Joseph F. Guffey (né le 29 décembre 1870 dans le Comté de Westmoreland, en Pennsylvanie et mort le 6 mars 1959  à Washington) est un homme politique américain originaire de Pittsburgh en Pennsylvanie.

## Biographie
Membre du Parti démocrate, Joseph Guffey fut notamment sénateur de Pennsylvanie. Il fut très proche de Woodrow Wilson dont il fut l'élève à Princeton, puis de Franklin Delano Roosevelt, notamment dans sa politique de New Deal. Il a donné son nom au Guffey Act de 1935.